# Pisano (település)
Pisano (piemontiul: Pisan) település Olaszországban, Piemont régióban, Novara megyében. Lakosainak száma 803 fő (2023. január 1.). Pisano Armeno, Colazza, Meina és Nebbiuno községekkel határos.

## Népesség
A település lakossága az elmúlt években az alábbi módon változott:
| Lakosok száma | 770  | 792  | 801  | 803  |
|               | 2008 | 2017 | 2018 | 2023 |